# بازی بزرگ (فیلم ۲۰۱۴)
بازی بزرگ (به انگلیسی: Big Game) یک فیلم اکشن و ماجراجویی محصول سال ۲۰۱۴ به کارگردانی جالماری هلاندر و نویسندگی هلندر و پتری جوکیرانتا است. در این فیلم ساموئل ال جکسون، اونی تامیلا، ری استیونسون، ویکتور گاربر، مهمت کورتولوس، تد لوین، فلیسیتی هافمن و جیم برادبنت به ایفای نقش پرداخته‌اند. این یکی از پرهزینه‌ترین فیلم‌های فنلاندی است.
بودجه فیلم ۸٫۵ میلیون یورو (معادل ۱۰ میلیون دلار در آن زمان) بود که این فیلم را به گران‌ترین فیلمی که تا آن روز در سینمای فنلاند تولید شده بود تبدیل کرد.

## داستان
زمانیکه هواپیمای حامل رئیس‌جمهور آمریکا در نزدیکی اردوگاه به گلوله بسته می‌شود و به جنگل می‌افتد یک نوجوان کمپینگ در جنگل به او کمک می‌کند تا …